# ТУ8Г
ТУ8Г (рос. Тепловоз Узкоколейный, тип 8) — радянський, згодом російський вузькоколійний тепловоз-дрезина. Спроектований 1987, випускається з 1988 на Камбарському машинобудівному заводі натомість тепловоза-дрезини ТУ6Д. Основна відмінність від попередньої моделі — використання двигуна ЯМ3-236, для чого капот подовжили на одні дверцята, що значно спростило доступ до ременів приводу генератора і компресора.
Призначений для виконання вантажної і маневрової роботи на залізницях з шириною колії 750—1067 мм, а також на промислових підприємствах.
Всього випущено 30 тепловозів ТУ8Г. Перший ТУ8Г (з № 0001) — 1988.
Тепловози № 0022-0027 випущені для колії шириною 1067 мм для Сахалінської залізниці.
Тепловоз ТУ8Г-0030 побудований для колії шириною 1520 мм.
Рівні шуму і вібрації в кабіні машиніста і зовнішнього шуму задовольняють вимогам міжнародних стандартів.
Коефіцієнт заскління (відношення площі вікон до площі підлоги) дорівнює 0,84.

## Опис
Тепловоз-дрезина призначений для навантаження, перевезення та розвантаження елементів верхньої будови колії та інших вантажів, а також перевезення робочих бригад з інструментом до місця колійних робіт. Може бути використаний як тягова одиниця при транспортуванні навантажених платформ і при маневрах.
Тепловоз-дрезина має такі основні вузли: екіпажна частина, силова установка, передача, допоміжне обладнання, вантажопідйомний кран. Екіпажна частина складається з головної рами з упряжними приладами, кабіни і двох двовісних візків. Передача навантаження від рами на кожен візок через чотири ковзаючі опори з гумовими пружними елементами і текстолітовими ковзунами.
У силову установку входять дизель з водяною і масляною системами охолодження. На платформі встановлено вантажопідйомний гідравлічний кран для виконання вантажно-розвантажувальних робіт. Управління краном здійснюється з виносного або зі стаціонарного пульта, розташованого в кабіні. Кабіна керування має п'ять пасажирських місць для перевезення ремонтної бригади (включаючи місце водія). Вільна сторона головної рами використовується для навантаження на неї різних елементів верхньої будови колії та інструменту ремонтних бригад. Привід робочих органів крана гідравлічний.

## Технічні характеристики

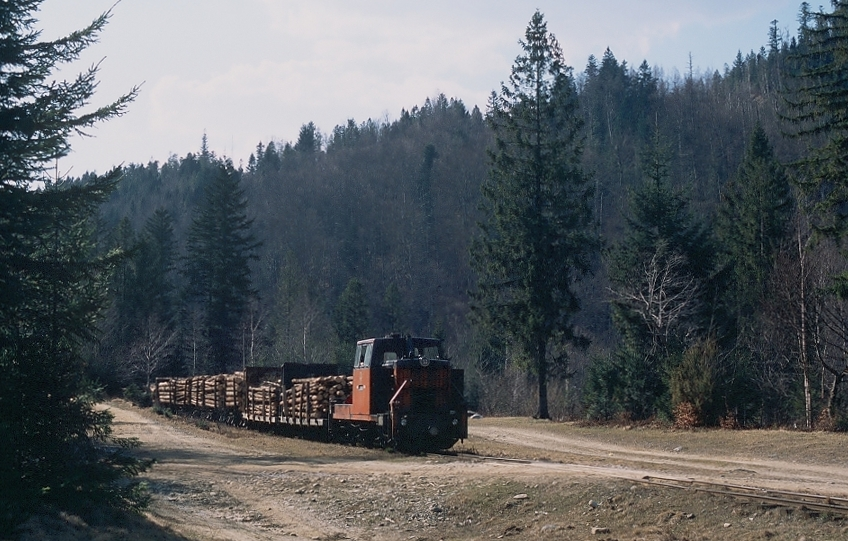
Тепловоз ТУ8Г на Вигодській вузькоколійній залізниці в Карпатах.

- Роки будування — 1988 — донині.
- Країна побудови — СРСР, РФ.
- Завод — Камбарський машинобудівний завод.
- Всього побудовано — 30.
- Країни експлуатації ТУ8Г — СРСР, Україна, Росія, Білорусь.
- Ширина колії — 750—1067 мм, 1520 мм.
- Конструкційна швидкість, км/год — 50.
- Рід служби — універсальний вантажо-пасажирський.
- Тип двигуна — ЯМ3-236.
- Потужність двигуна — 180 к.с.
- Тип передачі — механічна.
- Осьова формула — 2-2.
- Діаметр коліс — 600 мм.
- Навантаження від осі на рейки — 4 т.

### Вантажні характеристики
- Вантажопідійомний момент — 6,0 тм
- Максимальний виліт стріли — 6,0 м
- Кут повороту стріли — 360 град.
- Вантажопідйомність крана — 1,0 т
- Вантажопідйомність платформи дрезини — 3,0 т
- Місць в кабіні — 6